# Crenidomimas concordia
Crenidomimas concordia är en fjärilsart som beskrevs av Carl Heinrich Hopffer 1855. Crenidomimas concordia ingår i släktet Crenidomimas och familjen praktfjärilar. Inga underarter finns listade i Catalogue of Life.